# Acrospeira
Acrospeira är ett släkte av svampar. Acrospeira ingår i divisionen sporsäcksvampar och riket svampar.